# 廣田精一
廣田 精一（ひろた せいいち、広田 精一、1871年12月2日〈明治4年10月20日〉 - 1931年〈昭和6年〉1月25日）は、日本の教育者。工学博士。私立電機学校（現・東京電機大学）、神戸高等工業学校（現・神戸大学大学院工学研究科・工学部）設立者。出版事業者、オーム社設立者。廣田理太郎の弟。広島県福山市出身。

## 来歴
1896年（明治29年）東京帝国大学工科大学を卒業。高田商会に入社し同社在籍のままドイツシーメンス・ハルスケに入社。帰国後の1907年（明治40年）、まだ工業後進国だった日本の工業の発展を願い 「後世、科学技術の総本山たらん」と電気技術者育成に扇本眞吉と東京神田に夜間学校・私立電機学校（現・東京電機大学）を設立した。同年出版部（現・東京電機大学出版局）も設置し、1914年（大正3年）学校の付帯事業として電気工学の専門雑誌「OHM」をオーム社発行として創刊した。1922年（大正11年）同社を学校から独立させ株式会社に改組、理工学専門の出版社とした。オーム社が設立された際、オームの法則の「オーム」とともに電機学校の校長扇本真吉（O）、廣田精一（H）、丸山莠三（M）教頭の頭文字を並べ、社名としたという説がある。

なお秋葉原電気街の発祥は、戦後同校キャンパスに隣接した神田小川町・神田須田町に、同校の学生を相手に電機部品を扱う露店が増加した後、秋葉原に移転し誕生したものである。
1911年（明治44年）に神奈川県茅ヶ崎に移り住み、大正年間に茅ヶ崎海岸の松林の植林を行い、エニシダ（金雀枝）やハマエンドウを蒔いた。湘南でえにしだが有名なのもここに始まるとされる。約1万一千坪の松林の土地は没後電機学校にいて寄付された。
1921年（大正10年）12月、神戸高等工業学校（現・神戸大学大学院工学研究科・工学部の前身校）の開校にあたり創立委員として開校に関わり初代校長に就任、同校発展の礎を築いた。

この他、日本の自動車の歴史にも登場し、1900年（明治33年）、時の皇太子（後の大正天皇）のご成婚に際し、サンフランシスコ在留の日本人が電気自動車を献納したが、充電の方法や運転の仕方についてのノウハウがないため、高田商会の電気部長であった当時29歳の廣田がこれを担当した。さらに機能の検査、前進・後退・停止等の試験を行う。"日本最初の自動車"は、これに二年先立つ1898年（明治31年）、フランス人、M・テブネが持参したフランス製のガソリン車・パナール・ルバソールとされるが（パナール#日本への輸入）、運転をしたのが外国人で、この後、1900年まで自動車輸入の記録がないため、廣田が「日本の国土の上で最初に自動車を運転した日本人」とされる。後の神戸高等工業でも電気自動車の研究を続けた。製作した廣田の電気自動車は、1926年大阪電気博覧会及び、1928年東京・上野公園で開催された産業教育博覧会に出品されたという。現在も同大学工学部内に銅像がある。
座右の銘として stick-to-it-iveness が有名。